# Línea 603 (TMV)
La línea 603 del Transporte Metropolitano de Valparaíso conecta el barrio Montedónico en Playa Ancha con el barrio Gómez Carreño a en Viña del Mar. Abastece también Playa Ancha, Valparaíso, Viña del Mar y Gómez Carreño.
Su color característico es el color naranjo y el crema puesto a que pertenece a la Unidad de Negocio N°6 de Buses del Gran Valparaíso.

## Historia
La línea 603 tiene sus orígenes en la década de 1970 con la racionalización de los servicios de transporte público del Gran Valparaíso de 1973, cuando se crea la línea 7 de Central Bus que unió el 3°Sector de Playa Ancha con Gómez Carreño. Con el fracaso del plan y la posterior fusión de las empresas Central Bus y Buses Placeres, se transformó en la línea 5 de Buses Central Placeres. Su recorrido fue extendido hasta Montedónico.
A principio de los años 2000, a consecuencia de la competencia entre las múltiples empresas de transporte colectivo, se crea la línea 5A para competir con la empresa Buses Gómez Carreño. Su recorrido difería en tomar Avenida Gran Bretaña en Playa Ancha y Avenida Marina-6 Poniente-4 Norte en Viña del Mar.
Con la creación del Transporte Metropolitano de Valparaíso en el año 2007, se elimina el servicio 5A y la línea 5 pasó a ser la línea 603.

## Principales avenidas que recorre
- Avenida Federico Santa María
- Calle Levarte
- Avenida Playa Ancha
- Avenida Altamirano
- Avenida Errázuriz
- Avenida España
- Par vial Álvarez/Viana
- Avenida Libertad
- Avenida Arturo Alessandri
- Avenida Gómez Carreño

## Conexión con Metro de Valparaíso
- Estación Puerto
- Estación Bellavista
- Estación Francia
- Estación Barón
- Estación Portales
- Estación Recreo
- Estación Miramar
- Estación Viña del Mar

- Datos: Q125195506